# کاهاواتوگودا
کاهاواتوگودا (به لاتین: Kahawatugoda) یک منطقهٔ مسکونی در سری‌لانکا است که در استان مرکزی (سری‌لانکا) واقع شده‌است.